# Stan Monteith
Stanley Kimball Monteith, né le 17 février 1929 à Oakland (Californie), et mort le 29 septembre 2014 à Soquel (Californie), est un animateur de radio, un essayiste, confériencier, vidéaste et un orthopédiste américain, connu de manière populaire comme Doctor Stan.
Il produisait une émission quotidienne nommée Radio Liberty.

## Biographie
Monteith aborde le thème de la globalisation et le nouvel ordre mondial. Il est également un opposant à la fluoration de l'eau.
En 1988, Monteith se présente à l'élection au Congrès en tant que républicain pour le 16th Congressional District, affrontant Leon Panetta. Panetta est réélu avec 79 % des votes. Monteith était membre de la John Birch Society et a dirigé le chapitre du comté de Santa Cruz County. Il est par la suite membre de la coalition de Pat Robertson Christian Coalition of America et de la Coalition on Revival.

## Publications

### Livres
- Brotherhood of Darkness. Oklahoma City, OK: Hearthstone Publishing, 2000.  (ISBN 1575580632) /  (ISBN 978-1575580630).
- Aids, the Unnecessary Epidemic: America Under Siege. Sevierville, TN: Covenant House Books, 1991.  (ISBN 0925591173) /  (ISBN 978-0925591173).
- Hidden Agenda: The Fluoride Deception—Training Manual for Parents, Physicians, and Dentists (with DVD). Radio Liberty, 2004.
- IRAQ: The Untold Story (With DVD). Radio Liberty, 2004.
- The Population Control Agenda.

### Audio
- Radio Liberty: The Wisdom of Malachi Martin, Radio Liberty, 1997
- O. J. Simpson: Innocent or Guilty?, avec Donald Freed, Steven Wurth, Joseph Boscoe, Steven Singular

### Filmographie
- Secret Mysteries of America's Beginnings, volume 1 : The New Atlantis - Expert Interviewee, 2006
- One Nation Under Siege 2006
- Rape of the Soul, 2006
- Secret Mysteries of America's Beginnings, volume 2 : iddles in Stone - The Secret Architecture of Washington D.C. - Expert Interviewee, 2007
- Secret Mysteries of America's Beginnings, volume 3 : Eye of the Phoenix - Secrets of the Dollar Bill, 2009
- 12 Biggest Lies, 2010
- The Truth Is Out There, 2011